# Santuario della Madonna di San Romano

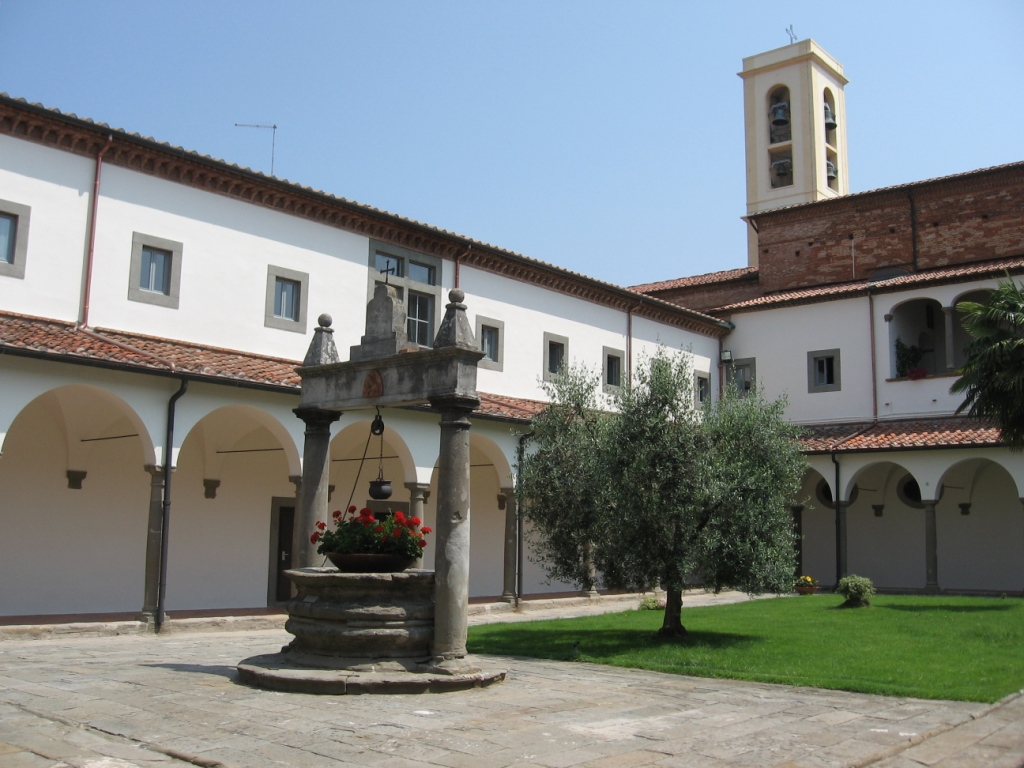
Il chiostro del convento

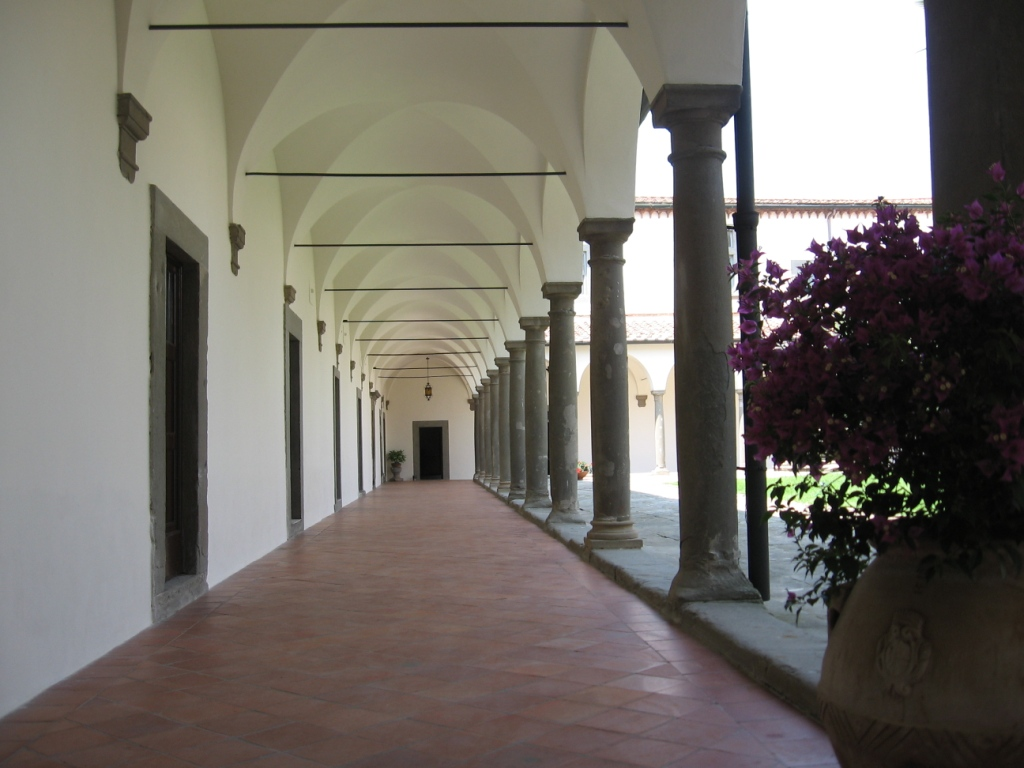
Il convento, particolare

Il santuario di Maria Madre della Divina Grazia si trova a San Romano nel comune di Montopoli in Val d'Arno.
Ebbe origine dalla chiesa di Santa Maria a Valiana, dov'era conservata un'immagine della Madonna scolpita in un tronco di quercia, che dagli inizi del Cinquecento fu oggetto di una crescente devozione. Nel 1515 la chiesa fu ingrandita per renderla più adatta alle nuove esigenze del culto, ad opera della famiglia dei Medici. Nel 1517 l'Ordine dei frati minori prese possesso del santuario e ne è tuttora custode.

## Storia
La collina di San Romano è famosa nella storia per la celebre battaglia del 1432, combattuta in questa località dalle milizie senesi contro quelle fiorentine. Battaglia ritratta da Paolo Uccello nel suolo celebre capolavoro ora conservato agli Uffizi a Firenze.
Le testimonianze storiche dicono che nei pressi della chiesa dedicata a San Romano e San Matteo (in zona Casotti, ora distrutta) c'era una piccola cappella dedicata a Santa Maria in Valiano dove era posta una statua della Madonna con in braccio il Bambino. Una statua dell'undicesimo secolo, molto simile alle madonne romaniche presenti nel pisano e nella lucchesia. La tradizione narra che una giovane pastorella, mentre pascolava il suo gregge nei dintorni, era solita ad andare nella piccola chiesa a pregare e un giorno questa statua le parlò. La cosa ebbe subito grande eco e in tutta la zona si diffuse una grande venerazione per la Madonna. Alcune donne si recarono presso le autorità di Montopoli, dalle quali dipendeva la cappella, per chiedere che fossero eseguiti alcuni lavori di restauro necessari per fronteggiare il degrado della Cappella. Dai documenti del comune di Montopoli risulta che nel marzo del 1514 la riunione del Consiglio approva l'aiuto fornendo delle tegole, mattoni e legname per i lavori di restauro. Vista la grande affluenza di pellegrini e devoti nella piccola chiesina sempre il comune stabilì di ingrandirla e di renderla più decorosa. Grande merito si deve al pievano Danao Leonini che donò “tre staia di terreno boschivo e scopeto” adiacente alla cappella per permettere la costruzione del nuovo edificio che ora è riconducibile alla zona della chiesa attuale. Dalle fonti sappiamo che nel dicembre del 1519 i lavori erano ancora in corso perché il comune stanziò dei soldi per la costruzione della cappella della Madonna.
Il comune provvide anche a trovare a chi affidare la custodia del santuario che andava a costituirsi, ma soprattutto per affidare la cura spirituale della folla di fedeli che andava ad aumentare. Dopo aver assistito alla messa dello Spirito Santo venne effettuata la votazione e per tre volte consecutive uscì il nome dei Frati Minori Osservanti. Fatta la proposta al Padre Provinciale padre Bartolomeo della Pieve e ottenute le debite autorizzazioni del granduca e di papa Leone X, della famiglia dei Medici, i frati iniziarono presumibilmente la loro attività apostolica nel 1517. Nel 1522 le fonti dicono che il campanile era già in costruzione. Una torre quadrata imponente, che ritroviamo spesso nel pisano e nella lucchesia, abbattuta nel 1944 dalle mine tedesche e solo nel 2004 riportata nella sua forma originale, per opera di padre Roberto Benamati.
Gli ex voto che sono pervenuti, un centinaio, attestano che la fama di questo luogo era famosa anche fuori dalle terre toscane. È del 1521 il più antico ex voto che testimonia una grazia avvenuta a un condannato a morte ingiustamente.
Intorno al 1576 per la benevolenza di Eleonora di Toledo, moglie di Cosimo I, devota della Madonna e di san Francesco, viene eretta ex novo la cappella della Madonna. Le fonti parlano di una volta affrescata da un pittore vicino allo stile di Andrea del Sarto. Un altro rifacimento fu dopo la liberazione dall'oppressione napoleonica. Il popolo voleva rendere omaggio alla Madonna per la liberazione dal “grande flagello” e nel 1817 l'architetto Pasquale Poccianti, fiorentino, iniziò la costruzione inaugurata solo nel 1837. 
Riguardo alla chiesa, nel presbiterio, nel 1702 è stato riposto il corpo di san Clemente che veniva da Roma. Le sei cappelle che si fronteggiano in origine prendevano luce da finestre “a occhio” che a cominciare dal 1591 sono state chiuse per addossare altari barocchi in pietra. Notevole è la Cappella di San Paolo con cupoletta, balaustra e architetture in pietra serena, finanziata dal sig. Pontanari di Castelfranco nel 1607, che vi è anche sepolto.

## Il convento
Il convento è nato con la costruzione della chiesa e nel corso degli anni, grandi benefattori sono stati i Medici che erano in buoni rapporti con i frati, devoti alla Vergine e utilizzavano il luogo per sostare durante i loro spostamenti da Firenze a Pisa. Per questo oggi esiste un “salone mediceo” e la solenne scala (1705) progettata dall'architetto fiorentino Anton Maria Ferri dove è visibile il grande stemma della famiglia fiorentina. Dalle fonti sappiamo che nel 1635 erano nel convento i Novizi e i religiosi erano in diciotto. Sempre in quest'anno sono stati realizzati gli affreschi del refettorio. Riguardo al chiostro sappiamo che i origine le colonne erano di mattone e nel 1661-1665 sono state sostituite con colonne di pietra serena. Dieci anni dopo furono affrescati nelle lunette gli episodi della vita di san Francesco, dei quali oggi non c'è più traccia a seguito dei danni della seconda guerra mondiale.
Il convento era inoltre dotato di una preziosa biblioteca e una spezieria che le “soppressioni” e anche l'incuria dei frati hanno disperso. Questo luogo nel XVII secolo era molto importante per la formazione dei frati (era sede di uno studio di teologia, poi di filosofia), ma anche per il territorio per la cura dei poveri e malati. Accanto alla custodia del mistero mariano i frati hanno sempre mantenuto un attivo impegno sociale.
Il decreto di soppressione degli ordini religiosi del 1810 da parte di Napoleone ha messo in grave pericolo il patrimonio del santuario che però è stato salvato dalla scaltrezza dei padri Pasquale Bonicoli e Pierbattista Lapi, i quali ottennero al che chiesa della Madonna fosse dichiarata dal vescovo di San Miniato mons. Pietro Fazzi, “cura succursale” di quella di Montopoli, Santa Croce e Stibbio.
Nel 1839 vista la crescita demografica, è stata eretta giuridicamente la parrocchia di San Romano e affidata ai frati dal vescovo Torello Pierazzi con non poche polemiche da parte dei montopolesi dovute alla perdita del prezioso santuario. Con l'unità d'Italia un nuovo decreto di soppressione degli ordini religiosi ancora una volta il convento e il santuario si sono trovati in grande pericolo rimanendo vuoti e spogliati di parte di loro arredi. Tanti frati furono accolti nelle famiglie dello stesso paese e il comune di Montopoli, permise tacitamente il ritorno dei frati e la ripresa della vita e una risistemazione degli ambienti.
Nella prima metà del ‘900 il convento è stato un luogo di riferimento per la Provincia di San Bonaventura. Nel 1906 era stato riaperto il noviziato, nel 1919 fu dichiarato Collegio dei Missionari di San Bernardino, dove i frati si formavano e si preparavano per la predicazione delle “missioni popolari”. Nel luglio del 1940 viene celebrato l'ultimo Capitolo della Provincia prima della fusione delle due realtà toscane.
La guerra non ha risparmiato il convento arrecando numerosi danni. Prima ancora dei bombardamenti fu requisita una parte della struttura per alloggiare prima i prigionieri di guerra, poi i degenti dell'ospedale di Pontedera. Furono allora compiuti lavori di adattamento e sezionamento della struttura per permettere ai frati di condurre la loro vita e opera. In questi terribili anni i frati non abbandonarono mai né il convento né la loro gente, accogliendo negli ambienti conventuali numerosi “sfollati”. Da non dimenticare l'opera svolta dal P. Giovanni Fedi, superiore della comunità, che scrisse una cronaca dettagliatissima dei terribili giorni del passaggio del fronte, e del curato P. Evaristo Falorni. Nel luglio e agosto del 1944 con il passaggio del fronte parte del convento, il campanile e tutta la parte absidale sono andati perduti. La cappella della Madonna rimase più o meno illesa a parte la distruzione dell'abside che ha fatto sì che per un periodo la statua della Madonna è stata conservata a Montopoli e riportata solennemente il 1º aprile 1945. Questo significativo passaggio per la storia del luogo ci consegna oggi molti ambienti ricostruiti e molto spogli, soprattutto nella chiesa, dove è stata ripresa la struttura originaria senza però riprodurre gli stucchi e le pitture perdute. Testimonianza del passato glorioso del convento è conservata nel Museo del Convento dove si possono ammirare oggetti liturgici di pregevole valore, testimonianze della devozione dei fedeli e ex voto che attestano la grazia del luogo.

## La chiesa

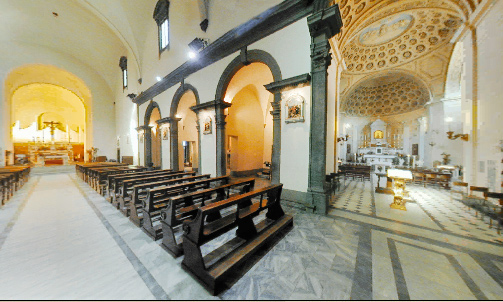
L'interno del Santuario

La chiesa è costituita da una sola navata fiancheggiata da cappelle. La parte absidale e il tetto, distrutti dalla guerra, sono moderni. 
Subito a destra, entrando, è la Cappella della Madonna, che ha la forma e l'aspetto ottocentesco che gli furono dati agli inizi dell'Ottocento da Pasquale Poccianti e fu esattamente realizzata tra 1817 e 1837. L'interno ha un solenne impianto neoclassico che si distingue per la raffinatezza dell'ornato in stucco bianco, opera di Emilio Santarelli. Al centro vi è un tempietto, opera di Amalia Dupré, che ospita la sacra immagine della Madonna di San Romano.
La Cappella Pontanari si apre dirimpetto, è dedicata a San Paolo e passò a Dino di Domenico Pontanari di Castelfranco nel 1607 che ne finanziò la ristrutturazione e vi è anche sepolto. Il sacello è provvisto di architettura in pietra serena, balaustra e cupoletta, e conserva tre dipinti: la pala d'altare con la Conversione di Saulo è opera di Benedetto Veli, interprete del purismo controriformato discendente da Santi di Tito, databile alla fine del primo decennio del Seicento. Le tele laterali con la Natività della Vergine e la Presentazione della Vergine al Tempio sono del baroccesco Gabriele Grassi.
Nella seconda cappella a sinistra è una tela con la Madonna del Carmine con le Sante Maria Maddalena e Caterina d'Alessandria, già attribuita a Simone Pignoni, ma invece opera tarda di Cecco Bravo, databile al 1656 circa, data che si legge anche nella lapide dell'altare che menziona la dedicazione alle due sante rappresentate nella pala. Nella tela la Madonna, che riprende modelli sarteschi, si inserisce nella scioltezza dell'evanescente impasto pittorico accordato su gamme raffinatissime, tipico dell'artista.

## Il museo
Sul lato destro del chiostro, immediatamente adiacenti alla sacrestia ci sono alcuni locali del convento che sono stati dedicati al “museo”. L'Antiquarium custodisce carteglorie, croci, reliquari, calici, pianete per lo più del 600' e '700, documenti sulla storia del Santuario, molte tavolette e oggetti preziosi ex voto, ed un confessionale del 1730, opera di fra Desiderio da Firenze e un'importante raccolta di libri sacri, tra i quali due incunaboli risalenti alla seconda metà del '400.

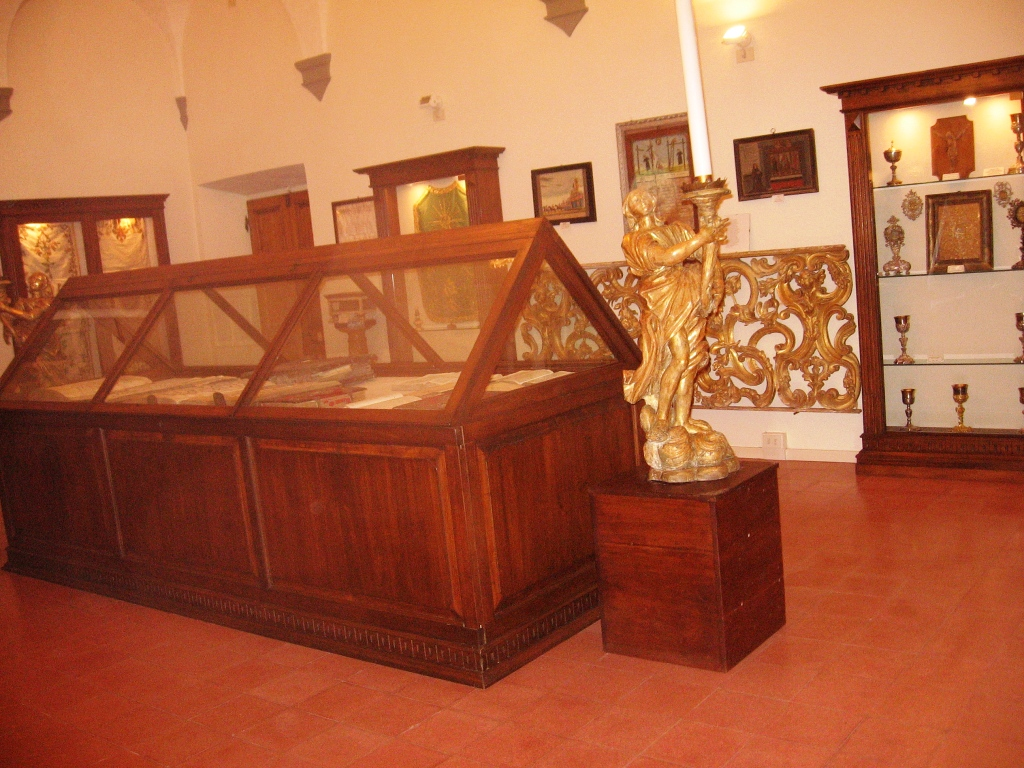
Il museo
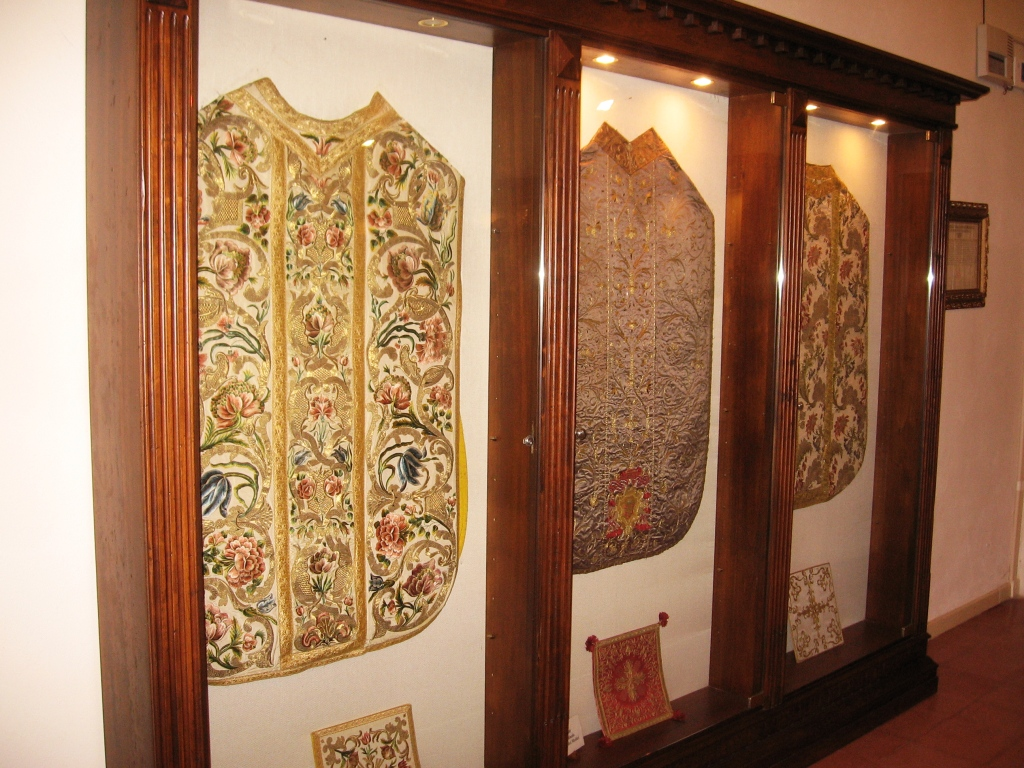
I paramenti sacri
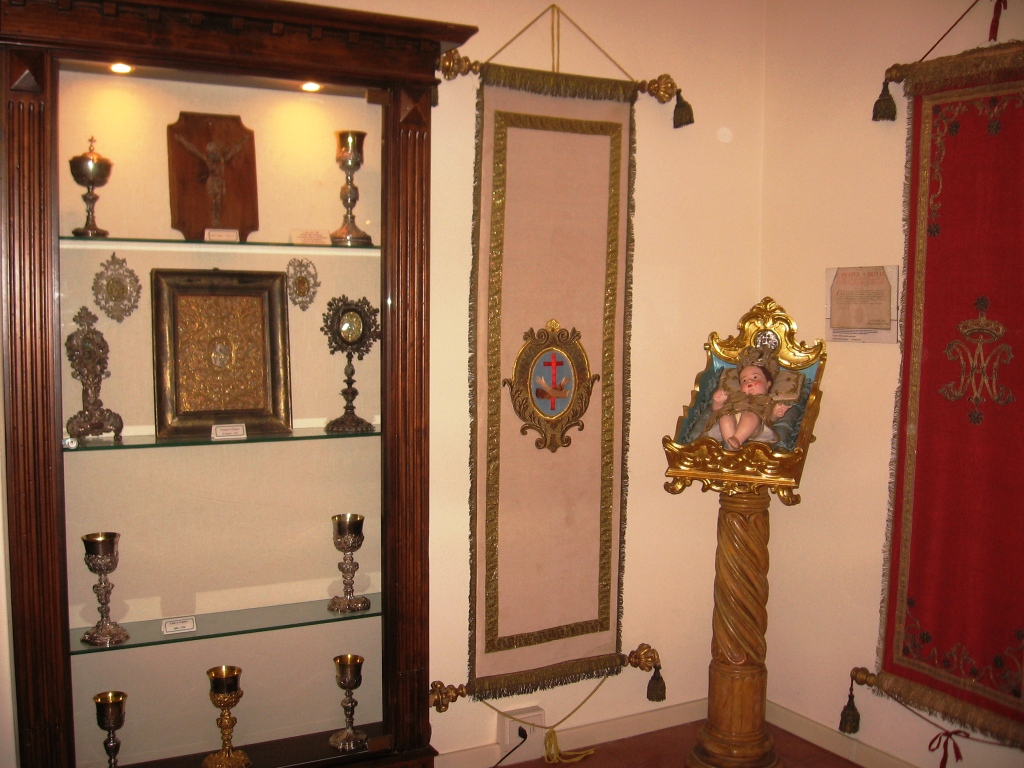
Il museo, particolare

## L'artistico presepio
La tradizione del presepe è antica: dal 1922 ogni anno veniva costruito in una cappella laterale della chiesa. Dal 1995, ad opera di padre Daniele Ninci, il presepio viene realizzato all'esterno, prima nel giardino e poi nel chiostro, diventando sempre più grande e minuzioso nei suoi particolari, fino a diventare una vera tradizione, conosciuto non solo nei paesi vicini, ma in tutta la Toscana. Il primo presepe, curato da padre Adriano Diane era molto semplice, con le statuine della Sacra Famiglia, create a mano da Padre Edoardo Rossi, e qualche pastorello. Nel Dicembre del 1925, da testimonianze scritte, "la gente si è accalcata vicino a Gesù Bambino ininterrottamente per un anno intero". I testimoni di allora raccontano di una scenografia di rilevanza artistica e la scritta "Gloria in excelsis Deo" illuminata da una tenue luce di lampadina. La situazione ricreata per le feste natalizie occupa 300 metri quadrati del chiostro del convento, disposto in diverse scene paesaggistiche, staccate tra loro come in tante capanne.

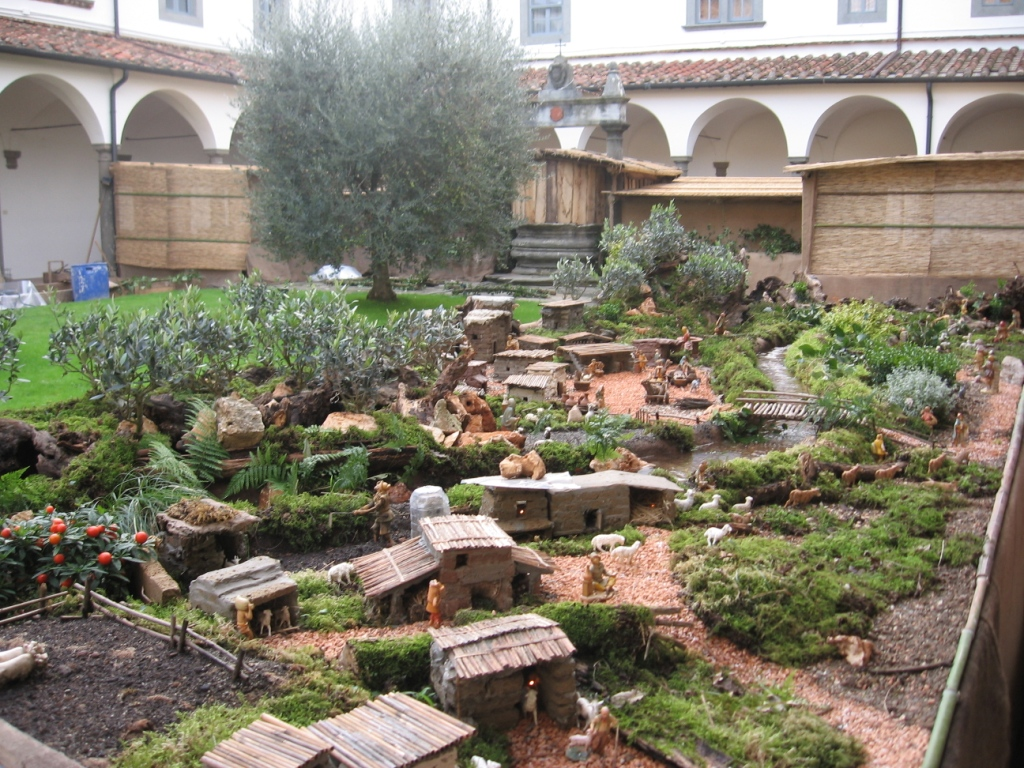
L'artistico presepio
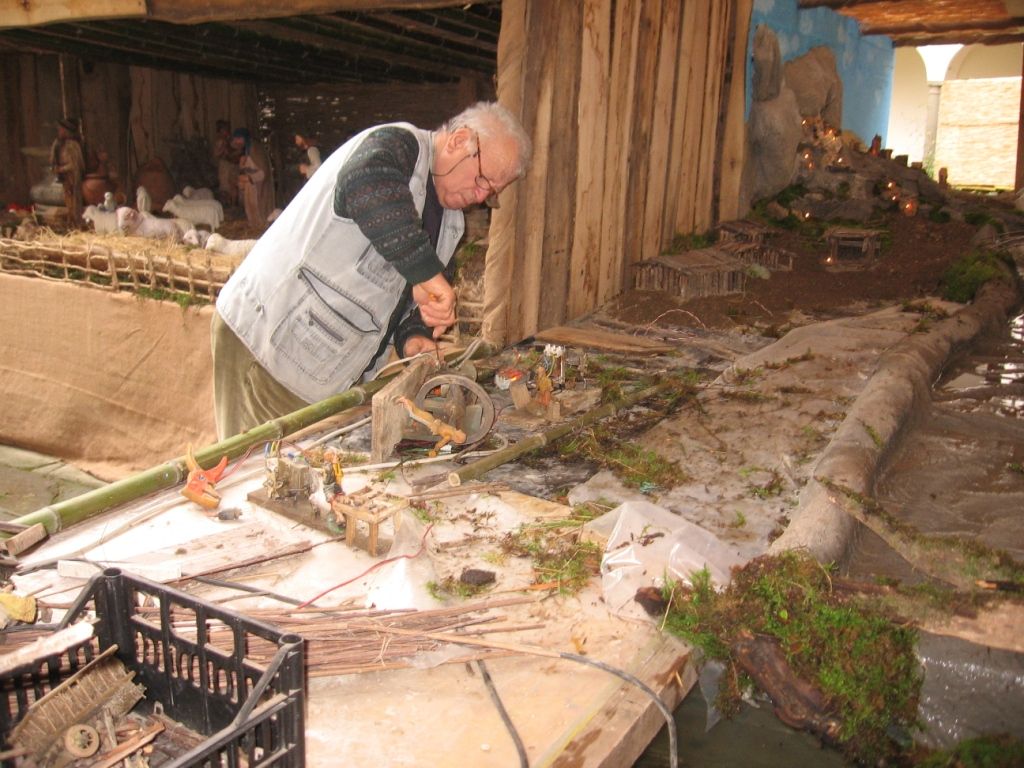
I presepisti